# 帕爾基諾區
57°32′N 28°01′E / 57.533°N 28.017°E
帕爾基諾區（俄语：Палкинский район），是俄羅斯的一個區，位於該國西北部，由普斯科夫州負責管轄，面積1,191.2平方公里，2010年人口8,826，人口密度每平方公里7.41人。